# Galium minutulum
Espèce
Classification phylogénétique
Statut de conservation UICN

 NT  : Quasi menacé
Galium minutulum, en français Gaillet minuscule, Gaillet nain ou Gaillet très menu, est une espèce de plantes à fleurs du genre Galium et de la famille des rubiacées. C'est une plante herbacée vivace trouvée en France.

## Taxonomie
L'espèce est décrite en 1846 par le naturaliste français Alexis Jordan.

## Distribution
L'espèce Galium minutulum est présente dans le sud de la France, en Corse et dans la péninsule Ibérique.

## Protection
Galium minutulum est évaluée Espèce quasi menacée (NT) au niveau de la France sur la Liste rouge de la flore vasculaire de France métropolitaine de 2019, Espèce quasi menacée (NT) pour la Corse et Espèce vulnérable (VU) au niveau de Provence-Alpes-Côte d'Azur.